# Liga de Serbia y Montenegro de waterpolo masculino
La Liga de Serbia y Montenegro de waterpolo masculino era la competición más importante de waterpolo masculino entre clubes de Serbia y Montenegro.
Después de la disolución de Yugoslavia. Serbia y Montenegro pasan a tener una liga conjunta de waterpolo, hasta que se empieza hacer por separado en 2006.

## Historial
Estos son los ganadores de liga:
- 2006: Jadran Herceg-Novi
- 2005: Jadran Herceg-Novi
- 2004: Jadran Herceg-Novi
- 2003: Jadran Herceg-Novi
- 2002: VK Partizan
- 2001: VK Bečej
- 2000: VK Bečej
- 1999: VK Bečej
- 1998: VK Bečej
- 1997: VK Bečej
- 1996: VK Bečej
- 1995: Budvanska Rivijera
- 1994: VK Partizan
- 1993: VK Crvena Zvezda
- 1992: VK Crvena Zvezda